# Antzara
L'Antzara erreka est un affluent gauche de la Nive à Ustaritz, en Labourd au Pays basque français (Pyrénées-Atlantiques), donc un sous-affluent de l'Adour.

## Géographie
L'Antzara erreka naît sous le nom de Haltzabala ou Haltzabaltzako erreka dans le vallon d'Otsantz dans la lande d'Ordotz. Il traverse Arrauntz puis rejoint la Nive en amont de Berriotz. Sa longueur est de 8,9 km

### Communes traversées
Dans le seul département des Pyrénées-Atlantiques, l'Antzrako Erreka, traverse une seule commune et un seul canton :
- Ustaritz (source et confluence) dans le canton d'Ustaritz, dans l'arrondissement de Bayonne.

### Affluents
Abréviations : (G) ou (rg) Affluent rive gauche ; (D) ou (rd) Affluent rive droite ; (CP) Cours principal, signale le nom donné à une partie du cours d'eau prise en compte dans le calcul de sa longueur.
- (CP) Haltzabaltzako erreka ou Haltzabala, 11,9 km
  - (D) Urloko erreka
  - (G) Lukuko erreka
- (G) Untzilarreko latsa ou Latsa erreka[3]

N.B. Le Sandre assimile l'Antzara erreka à l'Untzilarreko erreka (8,4 km) et appelle l'Haltzabala « Urloko erreka » (11,9 km).